# Daniel Kottke
Daniel Kottke (né le 4 avril 1954) est un ingénieur informatique américain et l'un des premiers employés d'Apple. Il est l'ami de Steve Jobs depuis leurs années de lycéens et tous deux ont voyagé ensemble en Inde à peine sortis de l'adolescence. Officiellement employé n°12, il a assemblé et testé le premier Apple I avec Steve Wozniak et Steve Jobs en 1976 dans le garage de ce dernier. Avant la création d'Apple, il fut un ami proche de Steve Jobs qu'il rencontra au Reed College. 
Par la suite, il a débogué les circuits imprimés des Apple II, construit les prototypes de l'Apple III et du Macintosh et travaillé sur le design du clavier du Macintosh. Sa signature fait partie de celles incrustés à l'intérieur du boîtier des Macintosh 128K.
Toutefois, le biographe Walter Isaacson note que, malgré son rang parmi les employés d'Apple et ses contributions en tant qu'ingénieur, Steve Jobs a refusé à son ancien proche toute part dans la nouvelle société : « Je lui donnerai zéro action » (« I will give him zero »), déclarait-il. Plus tard, Steve Wozniak a donné à Kottke quelques-unes de ses propres parts d'Apple.
En outre, quand en 1982 Time Magazine publia un portrait marquant mais peu flatteur de Jobs dont la lecture a fait pleurer ce dernier, Kottke s'est vu « rappeler à l'ordre » pour avoir confirmé à Time que Jobs avait une fille, Lisa Brennan, qu'il avait refusé de reconnaitre.

### Interviews
- Apple's 30th Anniversary - Leo LaPorte TWIT podcast #48 with Daniel Kottke as a guest